# Miogryllus amatorius
Miogryllus amatorius är en insektsart som beskrevs av Otte, D. 2006. Miogryllus amatorius ingår i släktet Miogryllus och familjen syrsor. Inga underarter finns listade i Catalogue of Life.